# Paul Reynaud
Jean Paul Reynaud (15 de octubre de 1878-21 de septiembre de 1966) político francés. Nacido en Barcelonette, Provenza-Alpes-Costa Azul. En junio de 1934, Reynaud defendió en la Cámara de los Diputados la necesidad de devaluar el franco, cuya pertenencia al patrón oro era cada vez más perjudicial para la economía francesa, pero en aquellos momentos la opinión pública francesa era contraria a toda devaluación. El franco fue devaluado el 1 de octubre de 1936 por el Gobierno del Frente Popular presidido por Leon Blum, en una horquilla entre el 25% y el 34%. Reynaud se opuso a los acuerdos de Múnich de septiembre de 1938, en los que Francia y Gran Bretaña cedieron ante Hitler en sus pretensiones sobre el desmembramiento de Checoslovaquia. En noviembre de 1938  Reynaud fue nombrado Ministro de Hacienda. Se restauró la confianza de los inversores y la economía se recuperó.  
En marzo de 1940 fue nombrado el 118 primer ministro de Francia, siendo Presidente de Francia Albert Lebrun. Como primer ministro era partidario de continuar la resistencia en las colonias si Francia caía. El 16 de junio de 1940 el gabinete rechazó la propuesta del Reino Unido de constituir una unión franco-británica, imaginada por Jean Monnet y defendida por De Gaulle. Reynaud tuvo que ceder ante los ministros favorables al armisticio y presentó la dimisión. Detenido por la policía de Vichy, fue entregado a los alemanes, que lo encarcelaron hasta el fin de la guerra.

## Gabinete de Reynaud, 21 de marzo-16 de junio de 1940
- Paul Reynaud - Presidente del Consejo y Ministro de Asuntos Exteriores
- Camille Chautemps - Vicepresidente del Consejo, substituido el 17 de mayo por Philippe Pétain
- Édouard Daladier - Ministro de Defensa Nacional y Guerra
- Raoul Dautry - Ministro de Armamento
- Henri Roy - Ministro del Interior
- Lucien Lamoureux - Ministro de Finanzas
- Charles Pomaret - Ministro de Trabajo
- Albert Sérol - Ministro de Justicia
- César Campinchi - Ministro de Marina
- Alphonse Rio - Ministro de Comercio Marino
- Laurent Eynac - Ministro de Aire
- Albert Sarraut - Ministro de Educación Nacional
- Albert Rivière - Ministro de Veteranos y Pensionados
- Paul Thellier - Ministro de Agricultura
- Henri Queuille - Ministro de Suministro
- Georges Mandel - Ministro de Colonias
- Anatole de Monzie - Ministro de Trabajo Público
- Marcel Héraud - Ministro de Salud Pública
- Alfred Jules-Julien - Ministro de Correos, Telégrafos, Teléfonos, y Transmisiones
- Ludovic-Oscar Frossard - Ministro de Información
- Louis Rollin - Ministro de Comercio e Industria
- Georges Monnet - Ministro de Bloqueo